# نادي لوريون
نادي لوريون لكرة القدم هو ناد فرنسي لكرة قدم تأسس سنة 1926 بمدينة لوريون (اقليم موربيهان) الفرنسية.

## تاريخ النادي

### بدايات النادي (1926-1967)
تأسس نادي لوريون بتاريخ 2 أفريل 1926.

### الانطلاقة الجديدة بدونكريستيان غوركوف(ابتداء من 2014)
بعد رفض المدرب كريستيان غوركوف تمديد عقده مع النادي وقراره الانتقال لتدريب منتخب الجزائر، تم تعيين مدربه المساعد السابق سيلفان ريبول الذي عمل معه لمدة 11 سنة كمدرب للنادي بتاريخ 21 ماي 2014.

## المشاركات في دوري الدرجة الأولى الفرنسي
يلعب نادي لوريون حاليا للسنة الحادية عشرة على التوالي في المستوى العالي الفرنسي، وأحسن مرتبة احتلها النادي لحد الآن هي المرتبة السابعة في الموسوم 2009-2010 بمجموع 58 نقطة. وخلال الموسوم 2012-2013 سجل أكبر رصيد من الأهداف في تاريخه في موسوم واحد برصيد 57 هدف.